# 女タクシードライバーの事件日誌
『女タクシードライバーの事件日誌』（おんなタクシードライバーのじけんにっし）は、2003年から2014年までTBS系で放送されたテレビドラマシリーズ。全7回。主演は余貴美子。
放送枠は単発（第1作）、「月曜ミステリー劇場」（第2作・第3作）、「月曜ゴールデン」（第4作 - 第7作）。
主人公たちが働くタクシー会社は実在の「国産自動車交通」を舞台にしている。

## キャスト

### 国産自動車交通
春成衿子
演 - 余貴美子（15歳：柚りし菓〈第5作〉）
タクシードライバー（第6作で10年目）。亡夫の死の真相を宮本と追い続け、第6作で真相にたどり着く。ホームヘルパー2級の資格を取得（第7作）。
大城重雄
演 - 北村総一朗
営業課長。家族はシングルマザーの娘・由紀子と孫の耕平がいる。
長島満夫
演 - 斎藤洋介
衿子の同僚のタクシードライバー。
近藤太一
演 - 佐藤二朗（第1作 - 第3作・第5作 - 第7作）
衿子の同僚のタクシードライバー。
鈴木和洋
演 - 掛田誠（第1作 - 第5作・第7作）
衿子の同僚のタクシードライバー。
河野利治
演 - 増田由紀夫（第1作 - 第3作）
衿子の同僚のタクシードライバー。弁護士志望（第1作）。

### その他
宮本幸治
演 - 村田雄浩
衿子の友人。正浩（晴彦）の後輩の新聞記者。第6作でシンガポールへの異動の辞令が出て番組のラストで旅立つが第7作で帰国してくる。
春成正浩（晴彦）
演 - 田中健（第2作 - 第6作）
衿子の夫。名前は第3作までと第6作は「春成正浩」で、第4作と第5作は「春成晴彦」になっている。
11年前、正浩（晴彦）は建設会社「結城興建」の営業部長だったが、当時会社は河川敷工事を巡る贈収賄事件の関与が疑われ、営業担当だった正浩（晴彦）が調べられる。その後、正浩（晴彦）の変死体が赤城山の山中で発見される（第6作）。

### ゲスト
第1作「殺意の交差点」（2003年）
- 渡辺民子（駅売店員） - 根岸季衣
- 甲田慶子（甲田の妻・幼稚園教員） - 中島ひろ子
- タクシーの乗客 - 山田辰夫、沖直未、朝倉伸二、笠井一彦、嶋崎伸夫
- 甲田市郎（衿子の同僚のタクシードライバー・かつての衿子の指導員） - 酒井敏也
- 田辺（北池袋警察署 刑事） - 伊藤洋三郎
- 柳本匡（ペットショップ店員） - 翁華栄
- 村上（北池袋警察署 刑事） - 鈴木浩介
- DPE店の店員 - 橋本亜紀
- 日暮雅子（加奈子の義母） - 淡路恵子
- 日暮加奈子（幼稚園の理事長夫人） - かとうかずこ
- 田付貴彦、平野貴大、筒井巧、牧村泉三郎、三輝みきこ、高山千草

第2作「作られた目撃者」（2004年）
- 遠藤佳恵（中野の雇われママ・遠藤の元妻） - 美保純
- 熊井啓二（相川病院 元外科医） - 池内万作
- 相川久（相川病院 院長） - 鶴田忍
- 高村雅彦（警視庁捜査一課 刑事） - 中村育二
- タクシーの乗客 - でんでん、大島蓉子、加藤満、谷村好一
- 新城（相川病院 医師） - 草野康太
- 遠藤健太（遠藤の息子） - 菅原隆一（子役）
- 遠藤遥（佳恵の連れ子・2年前死亡） - 松田恵利香（子役）
- ホステス - 舟木幸
- 宮原肇（練馬西警察署 刑事） - 崔哲浩
- 警察官 - 古川康
- 遠藤泰造（売れない手品師） - 大地康雄
- 鈴木健介、小原雅人、三田村賢二、中野若葉、石田弘志、山本剣、小池榮、松田理奈、依田真一、大家仁志

第3作「届かなかった手紙」（2005年）
- 邑上多恵（ラーメン屋の娘・辰夫と悦子の義娘） - 篠原ともえ（少女期：竹前妃奈）
- 大田雄一（タクシードライバー・多恵の婚約者） - 葛山信吾（少年期：八木俊彦）
- 吉田（警視庁美津沢警察署 刑事） - 山田辰夫
- 村西 - 山本龍二
- ホームレス - 有薗芳記
- DJ - 西任白鵠
- 渡部（刑事） - 平井賢治
- 検事 - 谷本一
- 田中（刑事） - 乃木涼介
- 邑上悦子（邑上の妻） - 田島令子
- 邑上辰夫（ラーメン屋店主・雅美の兄） - 平泉成
- 仁科雅美（仁科の妻・18年前病死） - 藤井佳代子
- 仁科武雄（20年前の強盗殺人犯） - 大杉漣
- ささの友間（子役）

第4作「殺意を運ぶ紙ヒコーキ」（2009年）
- 中井幸雄（幸太の兄・大学准教授・中井家へ婿養子） - 光石研
- 本橋由美子（幸太の姉・起業家） - 洞口依子
- 本橋芙美（幸太の母） - 高田敏江
- 北田千尋（食堂店員・幸太の婚約者・バツイチ） - 粟田麗
- 中井美智子（幸雄の妻） - 平栗あつみ
- 川上健二（衿子の同僚のタクシードライバー） - 肥後克広（ダチョウ倶楽部）
- タクシーの乗客 - 徳井優、前田健
- 吉野（警視庁刑事） - 加藤満
- 尾崎（刑事） - 坂田雅彦
- DJ - 西任白鵠
- 中井俊作（幸雄と美智子の息子） - 斉藤悠
- 深沢真一（薬物の売人） - 二反田雅澄
- 北田和弘（千尋の息子） - 中村柊芽
- 本橋幸太（整備工） - 萩原聖人
- 西浦（刑事） - 江端英久
- 本橋幸造（幸太の父） - 織本順吉

第5作「車載カメラは見た！」（2010年）
- 安西透（衿子の中学の同級生） - 益岡徹
- 安西美沙（安西の妻・衿子の中学の同級生） - キムラ緑子
- 長谷川結衣（亜弓の娘） - 山入端佳美
- 長谷川芳子 - 橘ユキコ
- 江藤誠（テレショップエトー 社長） - 団時朗
- 阿部輝明（衿子の同僚のタクシードライバー） - モロ師岡
- 乾（芝浦中央警察署 刑事） - 大鷹明良
- 酒井（刑事） - 趙珉和
- 阿部真一（阿部の兄） - 新納敏正
- 松野（亜弓の秘書） - 日野誠二
- 橘川 - 阿部朋子
- キャバ嬢 - 杵鞭麻衣
- 沙織 - 梶原ひかり
- 愛美 - 藤原希
- 小学生 - 佐藤佳奈子
- 安西翔太（安西と美沙の息子） - 啓周ロベルト
- 芸能リポーター - 長岐こずえ
- カップル - 坂口邦弘
- ギャル - 関谷愛里紗
- 秘書 - 林亜紀子
- 長谷川亜弓（化粧品会社「アユ・コスメティック」社長・衿子の中学の同級生） - 高橋惠子

第6作「スカイツリーは見ていた！」（2012年）
- 山岸美佳（銀座クラブ「地中海」代表・結城の愛人） - りりィ
- 藤田忠雄（藤田工電 社長） - 螢雪次朗
- 坂下信也（結城興建 元社員・正浩の元部下） - 小林隆
- 坂下静恵（坂下の妻・藤田工電 パート社員） - 阿知波悟美
- 安村（刑事） - 有福正志
- 中川聡（刑事） - 浜田学
- 真希（坂下と静恵の娘） - 山口あゆみ
- 尾形（宮本の後輩記者） - 崔哲浩
- 久子（主婦） - 吉本菜穂子
- 医師 - 田中伸一
- 森山（藤田工電 社員） - 内藤聖羽
- 銀座クラブ「地中海」ホステス - 小倉百代、松本真和
- 結城秦一郎（結城興建 会長） - 近藤正臣

第7作「小さな乗客 断ち切られた家族の絆」（2014年）
- 大城由紀子（大城の娘） - 濱田マリ
- 北山周一（被害者の会のメンバー・由紀子の元夫） - ほっしゃん。
- 美崎遥（被害者の会のメンバー） - 冨樫真
- 大城耕平（大城の孫・周一と由紀子の息子） - 秋元黎
- 滝口龍二（衿子の同僚のタクシードライバー・元大学准教授） - 蟹江一平
- 富田（刑事） - 有福正志
- 内村（刑事） - 川口真五
- 吉本徹男（国際投資会社「グッド・フェニックス」社長） - 高橋和也
- 寺脇崇（周一の同僚社員） - 甲本雅裕
- 塚本和雄（4年前の詐欺被害者） - 笹野高史
- 三浦（被害者の会の代表） - 筒井巧
- 刑事 - 加藤満、新虎幸明
- コンビニ「おおのや」店員 - 池谷のぶえ
- 周一が以前住んでいた住宅の現住人 - 田村泰二郎
- 林（弁護士） - 宮本充
- 被害者の会のメンバー - 佐藤誓、児玉謙次、江川泰子
- 飯島美香子（リポーター） - 井上貴美
- 若いママ - KONAN
- 周一の同僚社員 - 谷更紗
- 優香（遥の娘） - 滝沢美結
- タクシーの乗客 - 粟野莉子

## スタッフ
- 脚本 - 坂上かつえ（第1作・第6作）、瀧本智行（第2作 - 第4作）、宇山圭子（第5作）、谷慶子（第7作）
- 監督 - 猪崎宣昭（第1作・第2作）、権野元（第7作）
- 演出 - 水谷俊之（第3作・第5作）、猪崎宣昭（第4作・第6作）
- 編成 - 藤岡繁樹（第6作）
- 撮影協力 - 国産自動車交通[1]
- プロデューサー - 佐藤丈
- 制作著作 - ノアズ、TBS

## 放送日程
- 第1作は水曜日に放送。
- 第5作は本来はこの日に放映する予定ではなかったが、11月23日の北朝鮮による韓国砲撃とその後の緊迫した朝鮮半島情勢を勘案して当初放映予定だった「月曜ゴールデン特別企画 大韓航空機爆破23年目の真実」が放映延期となり、急遽本番組に変更された。

| 話数 | 放送日         | サブタイトル                    | 脚本       | 監督・演出 |
| ---- | -------------- | ------------------------------- | ---------- | ---------- |
| 1    | 2003年09月10日 | 殺意の交差点                    | 坂上かつえ | 猪崎宣昭   |
| 2    | 2004年07月26日 | 作られた目撃者                  | 瀧本智行   | 猪崎宣昭   |
| 3    | 2005年02月28日 | 届かなかった手紙                | 瀧本智行   | 水谷俊之   |
| 4    | 2009年03月09日 | 殺意を運ぶ紙ヒコーキ            | 瀧本智行   | 猪崎宣昭   |
| 5    | 2010年11月29日 | 車載カメラは見た！              | 宇山圭子   | 水谷俊之   |
| 6    | 2012年01月16日 | スカイツリーは見ていた！        | 坂上かつえ | 猪崎宣昭   |
| 7    | 2014年09月01日 | 小さな乗客 断ち切られた家族の絆 | 谷慶子     | 権野元     |